# Emilio Lussu

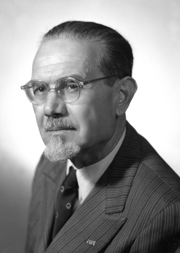
Senator Emilio Lussu (1950er-Jahre)

Emilio Lussu (* 4. Dezember 1890 in Armungia, Provinz Cagliari, Sardinien; † 5. März 1975 in Rom) war ein italienischer Schriftsteller und Politiker (Partito Sardo d’Azione, damals sozialistisch-regionalistisch, später Partito Sardo d’Azione). Von 1921 bis 1926 gehörte er dem italienischen Abgeordnetenhaus an, von 1948 bis 1968 dem Senat und war von 1945 bis 1946 Sozialminister bzw. Minister ohne Geschäftsbereich. Bekannt ist er insbesondere für sein literarisches Schaffen, in dem er sich intensiv mit den politischen und gesellschaftlichen Entwicklungen seiner Zeit auseinandersetzte.

## Leben

### Kindheit auf Sardinien und Fronterlebnisse im Ersten Weltkrieg
Lussu entstammte einer wohlhabenden, politisch linksliberal gesinnten Familie und wuchs am Rand der sardischen Gebirgsregion Barbagia auf. 1914 schloss Lussu sein Jura-Studium in Cagliari ab und befürwortete in der Zeit des Ausbruchs des Ersten Weltkriegs den italienischen Kriegseintritt an der Seite der Entente. Nach der Kriegserklärung Italiens an Österreich-Ungarn am 23. Mai 1915 zog er als Leutnant der Reserve mit der Infanteriebrigade Sassari an die Front. Lussus Brigade kämpfte 1916 auf dem triestinischen Karst und wurde anschließend im selben Jahr auf die Hochfläche der Sieben Gemeinden nördlich von Asiago verlegt, wo sie unter allen Umständen einen österreichisch-ungarischen Durchbruch ins italienische Tiefland zu verhindern hatte. Im Juli 1917 wurde die Infanteriebrigade Sassari nach verlustreichen Kämpfen in der Ortigaraschlacht schließlich an die Isonzofront verlegt, wo sie an der Elften Isonzoschlacht auf der Hochfläche von Heiligengeist–Bainsizza und anschließend an der Schlacht von Karfreit (Caporetto) teilnahm. Nach dem Ende der Kampfhandlungen leistete Lussu noch bis 1919 an der Grenze zum Königreich der Serben, Kroaten und Slowenen strafweise Militärdienst; er beendete seine militärische Laufbahn jedoch am Ende mit vier Tapferkeitsmedaillen als Hauptmann des 151. Infanterie-Regiments.

### Gründung des „Partito Sardo d’Azione“, Widerstand gegen den italienischen Faschismus

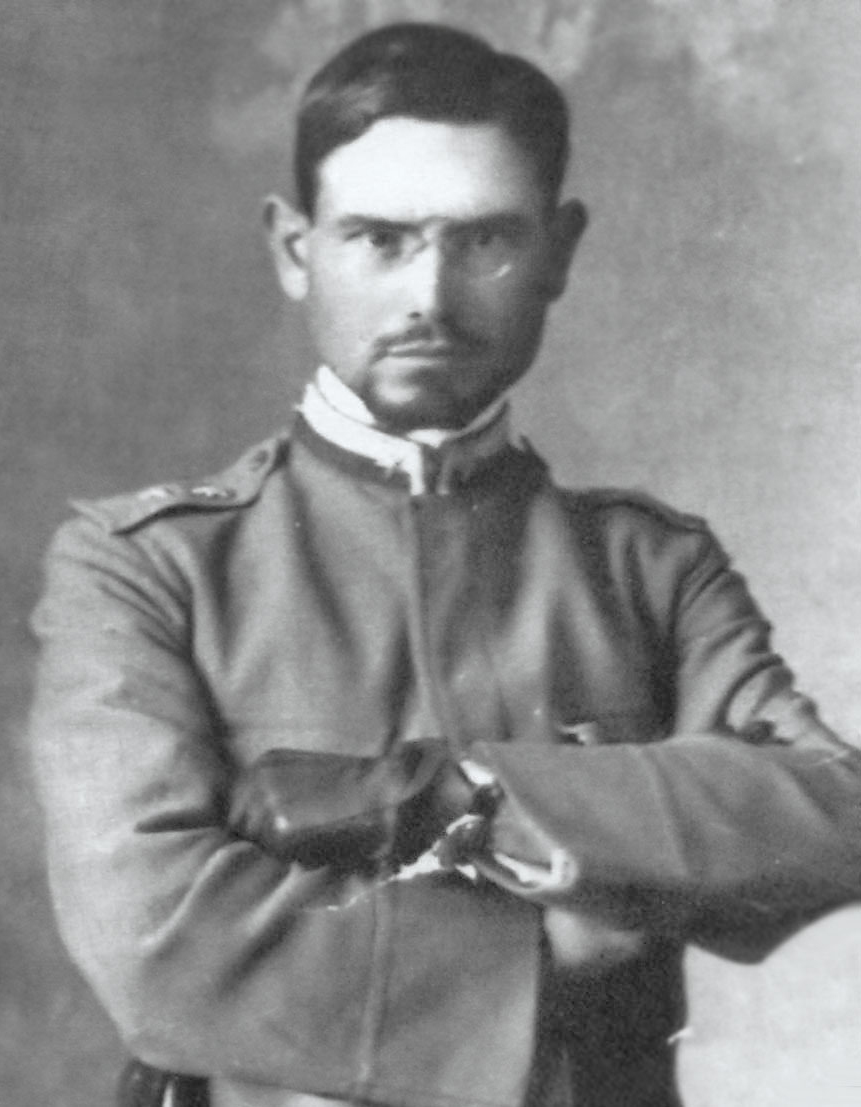
Emilio Lussu als Offizier im Ersten Weltkrieg

Nach seiner Rückkehr nach Sardinien gründete Lussu 1921 zusammen mit Camillo Bellieni die autonomistisch-separatistische Gruppierung Partito Sardo d’Azione, die sich für den sozialen und ökonomischen Fortschritt der agrarisch unterentwickelten Mittelmeerinsel einsetzte. Gleichzeitig wandte sich die Partei gegen den aufstrebenden, stark zentralistisch ausgerichteten Faschismus. Auf der Liste der sardischen Aktionspartei wurde Lussu 1921 und 1924 in die Abgeordnetenkammer des Königreichs Italien gewählt, wo er nach der Ermordung des sozialistischen Politikers Giacomo Matteotti als erklärter Antifaschist an der Sezession des Aventin teilnahm – eine letzte gemeinsame Protestaktion der demokratischen Parlamentarier gegen die allmähliche Konsolidierung des autoritären Regimes Benito Mussolinis.

### Verbannung, Exil, Widerstandskampf in Spanien und Italien
Als Gegner des faschistischen Regimes wurde Lussu in den 1920er-Jahren mehrfach tätlich angegriffen. Am 3. Oktober 1926 setzte er sich gegen einen Übergriff faschistischer Schläger mit Waffengewalt zur Wehr und tötete dabei einen Angreifer. Lussu wurde daraufhin erstinstanzlich freigesprochen, wenig später allerdings von einem faschistischen Sondergericht auf dem Verwaltungsweg zu fünf Jahren Verbannung auf die Insel Lipari bei Sizilien verurteilt.
1929 entkam Lussu nach vier vergeblichen Fluchtversuchen schließlich zusammen mit Carlo Rosselli und Fausto Nitti nach Tunis. Von dort begab er sich nach Paris, wo er zusammen mit Gaetano Salvemini und Carlo Rosselli die antifaschistische Bewegung Giustizia e Libertà ins Leben rief. Von den Folgen seiner mehrjährigen Haft und den Strapazen des Exils (Lussu war unter anderem an Tuberkulose erkrankt) erholte er sich 1936 in der Lungenheilstätte von Clavadel bei Davos. 1938 nahm Lussu trotz seines angeschlagenen Gesundheitszustands kurzzeitig in den Reihen der internationalen Brigaden am Spanischen Bürgerkrieg teil. Nach dem Sturz Mussolinis im Jahr 1943 kehrte Lussu umgehend nach Italien zurück und engagierte sich dort in den Reihen des italienischen Widerstands (Resistenza) im Kampf gegen das nationalsozialistische Deutschland und die faschistische Sozialrepublik.

### Abgeordneter im italienischen Parlament und politischer Schriftsteller
Nach dem Ende des Zweiten Weltkriegs nahm Lussu seine politische Tätigkeit als Parlamentarier erneut auf. Als Vertreter des Partito Sardo d’Azione bekleidete er bereits unter Ministerpräsident Ferruccio Parri von Juni bis Dezember 1945 während der konstitutionellen Übergangszeit das neu gebildete Amt des Sozialministers der Nachkriegszeit. Anschließend war er Minister ohne Geschäftsbereich unter Alcide De Gasperi. Lussu gehörte der verfassungsgebenden Versammlung an. Nach dem Aufgehen der sardischen Aktionspartei im sozialistischen Parteienspektrum war Lussu mehrfach Vertreter sozialistischer Gruppierungen im Senat, in den er erstmals bei den Parlamentswahlen 1948 für den Wahlkreis Cagliari einzog und dem er über vier Legislaturperioden bis 1968 angehörte.
Bedeutung erlangte Lussu in der Nachkriegszeit jedoch vor allem durch die Rezeption seiner literarischen Werke, in denen er sich intensiv mit der Geschichte Italiens auseinandersetzt. Vor allem in den beiden Büchern Un anno sull’Altipiano (Ein Jahr auf der Hochebene) und Marcia su Roma e dintorni (Marsch auf Rom und Umgebung) schildert Lussu eindrucksvoll seine eigenen Kriegserfahrungen aus dem Ersten Weltkrieg bzw. die Machtübernahme der italienischen Faschisten im Jahr 1922.

### Ehe
Lussu lernte Ende der 1930er-Jahre die Literatin Joyce Paleotti (1912–1998) kennen und ging, trotz anfänglicher Bedenken, mit ihr eine Beziehung ein. Sie begleitete ihn in den kommenden Jahren im Exil, unterstützte sein politisches Wirken und war selbst im Widerstand gegen die Faschisten und nach dem Krieg in sozialistischen, feministischen und antikolonialistischen Bewegungen aktiv.

## Bedeutung des schriftstellerischen Werks
Lussus Werk thematisiert vor allem die gesellschaftspolitischen Entwicklungen in Italien zur Zeit des Faschismus – weitgehend anhand der Schilderung von persönlichen Erfahrungen, die jedoch stark in den historischen und regionalen Kontext eingebunden sind, wodurch dem Autor eine prägnante Darstellung der sozialen und politischen Veränderungen gelingt.
Darüber hinaus liefert Lussu umfassende Einblicke in seine politische Bewusstseinsbildung vom Kriegsinterventionisten zum überzeugten Pazifisten und Antifaschisten. Aus seinen späteren Werken spricht vor allem das Engagement für den Aufbau einer demokratischen Zivilgesellschaft in Italien nach dem Ende des Zweiten Weltkriegs.

## Publikationen
- La catena. Paris 1929.
- Marcia su Roma e dintorni. Paris 1932. Marcia su Roma e dintorni, introduzione di Giovanni De Luna. Einaudi, Turin 2023, ISBN 978-88-06-22141-6.
- Teoria dell'insurrezione. Paris 1936.
- Per l'Italia dall'esilio. Cagliari 1936.
- Un anno sull’Altipiano. Paris 1938.
- La clericalizzazione dello Stato e l’arcivescovo di Cagliari. Rom 1958.
- Sul Partito d'azione e gli altri. Mailand 1968.
- Il cinghiale del diavolo e altri scritti sulla Sardegna. Turin 1976.
- Essere a sinistra: democrazia, autonomia e socialismo in cinquant'anni di lotte. Mailand 1976.
- Lettere a Carlo Rosselli e altri scritti di Giustizia e libertà. Sassari 1979.
- Discorsi parlamentari. Rom 1986.
- La difesa di Roma. Cagliari 1987. (Rezension)
- Alba Rossa. Un libro di Joyce ed Emilio Lussu. Ancona 1991.

### Übersetzungen ins Deutsche
- Ein Jahr auf der Hochebene. Volksbuchverlag, Wien 1968 (übersetzt von Claus Gatterer).
- Marsch auf Rom und Umgebung. Europaverlag, Wien/Frankfurt am Main/Zürich 1971 (übersetzt von Claus Gatterer). Neuauflage 2022, Folio Verlag, ISBN 978-3-85256-865-2.
- Theorie des Aufstands. Europaverlag, Wien/Frankfurt am Main/Zürich 1974 (übersetzt von Anton Zahorsky-Suchodolsky und Gertraud Kanda).

## Verfilmungen
- Francesco Rosi: Bataillon der Verlorenen, Italien/Jugoslawien 1970. Italienischer Originaltitel: Uomini contro. Der Film basiert auf Lussus Buch Ein Jahr auf der Hochebene (Un anno sull’Altipiano), Paris 1938.